# Echthodopa carolinensis
Echthodopa carolinensis là một loài ruồi trong họ Asilidae. Echthodopa carolinensis được Bromley miêu tả năm 1951. Loài này phân bố ở vùng Tân Bắc giới.